# Pitrolffy-Szabó Katalin (Bene Jánosné)
Pitrolffy-Szabó Katalin (Bene Jánosné) (Budapest, 1937 –) okleveles építészmérnök.  Építészmérnöki oklevelének száma: 1930/1961. Több vállalati kitüntetés, valamint az 1976. évi "Az év legjobb tervdokumentációja” kitüntetés birtokosa. 2011-ben a Budapesti Műszaki és Gazdaságtudományi Egyetem Szenátusa ararnydiploma adományozásával ismerte el értékes mérnöki tevékenységét.

## Szakmai tevékenysége
1961-ben a 42. sz. Állami Építőipari Vállalatnál kezdett dolgozni, mint gyakorló mérnök. 1963-tól az Általános Épülettervező Vállalatnál (ÁÉTI) tervezői, majd 1965-től az Autóközlekedési Tröszt Tervezői irodájánál, 1970-től a Vegyiműveket Tervező Vállalatnál (VEGYTERV), 1972-től a VOLÁN 20. sz. Vállalatnál, 1973-tól a Középülettervező Vállalat)nál (KÖZTI) önálló tervezői posztot töltött be. Ez utóbbi munkahelyén vett részt - mint Pintér Béla főtervezői konskruktőr tervezőtársa - a Hilton szálló tervezésében. 1977-től 1989. évi nyugdíjazásáig a Mélyépítési Tervező Vállalat (MÉLYÉPTERV) irányító tervezője. Szakmai elismertségét több vállalati kitüntetés, valamint 1976-ban "Az év legjobb tervdokumentációja" és szintén ebben az évben Országos tervpályázaton elért I. díjat nyert gépkocsimosó épülete is példázza.

## Főbb munkái
- 1973.: A Hilton Budapest társtervezője
- 1976.: Gépkocsimosóépület-pályázat I. díjas terve

## Szakmai-, társadalmi elismerései
- Több vállalati elismerés
- 1976 – „Az év legjobb tervdokumentációja” kitüntetés
- 2011 – Aranydiploma